# Horacio Pagani
Horacio Héctor Pagani (Ciudad de Buenos Aires; 9 de noviembre de 1943) es un periodista y escritor argentino del ámbito deportivo de gráfica, radio y televisión.

## Biografía
Nació en la Ciudad de Buenos Aires el 9 de noviembre de 1943. Fue al colegio San Miguel, en Recoleta. Egresó como periodista del Círculo de Periodistas Deportivos en 1967. En 1966 ingresó como colaborador en Canal 13 para las transmisiones de los partidos de Tercera División, cubriendo conexiones. En 1967 participó como cronista volante en el viejo diario El Mundo del Editorial Haynes, en la edición vespertina. En 1968 ingresó al Diario Clarín, donde hoy, con 52 años de antigüedad, ocupa el cargo de prosecretario de Redacción y se desempeña como columnista de la Sección Deportes. Simultáneamente, desde 1969 hasta 1975 fue colaborador de la revista deportiva El Gráfico. En 1973 trabajó en el recuperado diario El Mundo, también vespertino.

## Trayectoria
Recibió el diploma de Periodista del Círculo de Periodistas Deportivos y en 1968 ingresó en el diario Clarín donde ocupa el cargo de Prosecretario de Redacción y se desempeña como columnista. Tuvo un paso fugaz, en sus comienzos, por Canal 13 y por el diario El Mundo de Editorial Haynes. Colaboró en la revista El Gráfico, entre 1969 y 1975, y en el diario La Calle.
Es profesor de Taller Periodístico en Deportes y en 1997 fue distinguido con el Premio Fundación Konex (Diploma al Mérito) en la rama "Deportiva Escrita" de la década. Recibió también el Premio a la Trayectoria del Comité Olímpico Argentino y un Reconocimiento a "Aquellas Plumas del Deporte Argentino" de la Legislatura de la Ciudad de Buenos Aires. Y fue distinguido tres veces en cuatro años con el Premio "Alumni" del Círculo de Dirigentes y ex Dirigentes del Fútbol Argentino. Recibió la manzana de "Al maestro con Cariño" de Tea-Deportea. Además de otras distinciones como "Por su aporte ético al Periodismo Argentino" del diario La Opinión de Trenque Lauquen, y otras en Santa Fe, San Juan y La Pampa. También trabaja en la radio de conexión abierta en el programa "Pagani-Fútbol-Tango" que conduce junto a su hijo Luis.
Su inicio en Estudio Fútbol en TyC Sports en el año 2005 fue como invitado y por su desempeño en el mismo, al término del programa, el productor le pidió que trabaje ahí. Verborrágico a la hora de discutir, son recordadas sus peleas a gritos en los medios. Una de ellas con el periodista Alejandro Fabbri en la cual discutieron sobre la interna del Diario Clarín, la cual produjo una fuerte repercusión tanto en los medios televisivos y escritos como en internet. Fabbri lo apodó "payaso mediático". En aquel cruce televisivo lo que se discutió fue la libertad de expresión.
Es autor de El fútbol que le gusta a la gente (2006) un libro en el que va del ensayo a sus memorias. El libro tiene tres prólogos, escritos por los periodistas Carlos Ares y Héctor Hugo Cardozo y el humorista, escritor y dibujante rosarino Roberto Fontanarrosa, quien fue muy amigo de Horacio. Este libro es una encendida defensa a su forma de entender el fútbol; su manera de ver el periodismo; la relación con los grandes protagonistas del deporte (Diego Maradona, César Menotti, Alfredo Di Stéfano, Carlos Bilardo, Daniel Passarella y otros).
Fue enviado especial de Clarín a siete Mundiales de Fútbol. Viajó decenas de veces a Europa, los Estados Unidos y al Oriente para cubrir acontecimientos de fútbol, boxeo y otras actividades deportivas en sus casi 40 años de profesión. Respecto al boxeo, Pagani tiene experiencia cubriendo y analizando las principales figuras de este deporte como también registrando para el periodismo gráfico importantes peleas por títulos del mundo.
En el 2008 Aptra le entregó el Premio Martín Fierro de Cable a la Labor Periodística Deportiva.El verdadero fútbol que le gusta a la gente (2008) es el segundo libro escrito por Horacio Pagani.En el año 2011, Pagani actuó en un "sketch" junto a Moria Casán.En 2017 integra el panel de Pasión por el fútbol, conducido por Sebastián Vignolo junto a Toti Pasman, el Rifle Varela y Pablo Lunati. Actualmente también trabaja en Radio Mitre (desde 1998) y en TyC Sports (2002).

## Pagani Fútbol
Pagani Fútbol es el primer audiolibro multimedia sobre fútbol desarrollado especialmente para iPhone y iPod Touch, escrito y locutado por el mismo Horacio Pagani.

## Vida personal
En el 2018 fue operado del corazón con un triple bypass en el Instituto del Diagnóstico y recibió dos cateterismos coronarios, uno ese mismo año y el otro en 2021.

## Programas de televisión
- TyC Sports (2002-presente)
- Estudio Fútbol (2005-2019), (2022)
- Polémica en el Bar (2010-2011, 2016)
- Los 8 escalones (2014) (jurado)
- Bendita (2016-presente)
- Pasión por el fútbol (2017-presente)
- Líbero (2018-presente)
- Superfútbol (2020-2022)

## Libros
- El fútbol que le gusta a la gente, 2006, ISBN 9789872225742. BPR Publishers.
- El verdadero fútbol que le gusta a la gente 2008, ISBN 9789507880377. Editorial URANO.